# Broadchurch
Broadchurch és un drama criminal televisiu anglès emès per ITV. Va ser creat per Chris Chibnall i produït per Kudos Film and Television, Shine America i Imaginary Friends. La primera temporada es va estrenar el 4 de març del 2013. La filmació de la segona temporada va començar a finals de maig del 2014 i va acabar el 12 d'octubre, estrenant-se el 5 de gener del 2015. La tercera temporada es va confirmar el 23 de febrer del 2015, seguint immediatament el final de la segona temporada, i es va estrenar el 27 de febrer del 2017.
La primera temporada de Broadchurch se centrava en la cerca de l'assassí d'un nen d'onze anys per part dels detectius Alec Hardy (interpretat per David Tennant) i Ellie Miller (interpretat per Olivia Colman) i l'impacte que la mort del nen suposa pel poble. Chibnall es va inspirar el la Costa Juràssica de Gran Bretanya per situar-hi el crim, en un poble fictici a la costa de Dorset. El rodatge va començar l'agost del 2012, gravant sobretot en localització a pobles de Dorset, North Somerset, South Gloucestershire i Bristol. Tant el repartiment com l'equip tècnic van estar nominats a diversos premis per la primera temporada; i van guanyar els British Academy Television (BAFTA) per millor drama, millor actriu de repartiment per Olivia Colman i David Bradley va obtenir el BAFTA com a millor actor secundari.
La segona temporada es va anunciar quan va acabar la primera temporada. Aquesta principalment se centrava en dues línies argumentals: el judici de l'assassí de la primera temporada i la reobertura del cas Sandbrook. Tennant, Colman i la majoria del repartiment van retornar per la segona temporada i se’ls van afegir nous actors: Marianne Jean-Baptiste, James D'Arcy, Eve Myles, Charlotte Rampling, Meera Syal i Phoebe Waller-Bridge. Per aquesta temporada, la filmació en localització va tornar a ser a North Somerset, Devon, Dorset i Berkshire.
Als Estats Units, es va fer un remake d'una sola temporada, Gracepoint, que es va emetre el 2014 per Fox. Aquesta també va ser creada per Chris Chibnall i l'actor principal també era el David Tennant. Es va fer una adaptació francesa anomenada Malaterra que va produir France 2 i es va emetre el 2015.

## Episodis
| Temporada | Temporada | Episodis | Emissió original      | Emissió original      |
| Temporada | Temporada | Episodis | Primera emissió       | Última emissió        |
| --------- | --------- | -------- | --------------------- | --------------------- |
|           | 1         | 8        | 4 de març del 2013    | 22 d'abril del 2013   |
|           | 2         | 8        | 5 de gener del 2015   | 23 de febrer del 2015 |
|           | 3         | 8        | 27 de febrer del 2017 | 17 d'abril del 2017   |

## Desenvolupament

### Concepció
El creador i guionista de Broadchurch Chris Chibnall va concebre la sèrie el 2003, mentre treballava en la seva primera sèrie, Born and Bred. El concepte inicial era que Broadchurch explorés com l'assassinat d'un nen afecta una petita comunitat, i com els personatges reaccionen a l'atenció mediàtica i les sospites mútues que es creen.
La localització de la sèrie va ser inspirada per la Costa Juràssica a Dorset, que era on Chibnall vivia, però aquest va dir que aquesta no va ser la seva primera idea, ja que, inicialment, no tenia una localització per a la sèrie al cap. Situar l'acció en aquest lloc va suposar que Chibnall no hagués de viatjar tant, i pogués passar més temps amb la seva família. A més, el seu coneixement de l'àrea li va permetre poder generar més idees per al programa i enfortir els guions.
El nom de la sèrie també va venir gràcies a la localització a Dorset. Chibnall es va inventar el nom “Broadchurch” basant-se en dues poblacions de lloc: Broadoak i Whitchurch.

### Guió
Chibnall va escriure el guió per Broadchurch, després d'acabar la seva feina a Camelot. Va començar el maig del 2011, creant els backgrounds per cada personatge i muntant l'argument de la sèrie – la qual ell ja tenia visionada des del principi com una trilogia. La primera temporada va ser escrita perquè funcionés tant com a primera part de la trilogia o com una història que quedés tancada al final, en cas que el programa no funcionés i no es pogués fer una segona temporada. Chibnall va ser ajudat en aquest procés per Sam Hoyle (un executiu de guions de televisió) i pel director de televisió James Strong. La sèrie va ser influenciada per dos programes de televisió americans: Twin Peaks (creat per Mark Frost i David Lynch) i Murder One (creat per Steven Bochco, Charles H. Eglee i Channing Gibson).
Chibnall no va decidir l'assassí a l'inici. No va ser fins que tenia els esborranys pels primers episodis que no va decidir-se en qui havia de ser el culpable. A partir d'aquí va canviar l'estructura de la sèrie, centrant-se més en determinats personatges i en determinades famílies perquè el moment de revelació fos més inesperat. Després va fer nous esborranys pel primer guió i va modificar la sèrie perquè s'adeqüés al seu assassí. Tot i així, Chibnall va mantenir la història suficientment oberta per si havia de triar un nou assassí, en cas que la seva decisió es filtrés a la premsa durant el rodatge.
Només els primers episodis es van escriure abans que comencés la filmació. Chibnall va esperar a que el repartiment estigués complet i pogués veure els actors interpretant els seus papers, abans d'escriure els següents guions. Aquests van ser construïts per avantatjar-se de la manera com cada actor s'havia adaptat al seu paper.

### Producció
Durant la tardor del 2011, Chibnall va presentar Broadchurch a Laura Mackie, la Cap de Drama a ITV, que va quedar entusiasmada amb la proposta. Uns pocs dies després que ella acabés de llegir els guions, li va suggerir a Chibnall que contactés amb la productora Kudos Film and Television. Després, Mackie va portar el programa al Director de Televisió d'ITV Peter Finchman, que va donar la llum verda a Broadchurch immediatament perquè s'emetés a principis del 2013.
Tot i que ITV va invertir una quantitat considerable de diners a la producció de Broadchurch, se’n van necessitar més a causa del cost que suposava el gran repartiment d'actors que tenien. Aquestes noves inversions es van buscar en associats internacionals, que obtindrien drets de distribució als seus territoris. Abans que comencés el rodatge, ZDF (una emissora de televisió pública alemanya) i la BBC America (la cadena de cable i televisió per satèl·lit americana, propietat conjunta de la BBC i AMC Networks) van proporcionar fons addicionals.

## Temporada 1

### Casting
El paper del capellà Paul Coates ja va ser escrit pensant en l'actor Arthur Darvill i va ser el primer personatge assignat. El paper de DS Ellie Miller va ser el segon, ja que l'actriu Olivia Colman va ser la primera opció de Chibnall per aquest personatge, i el paper se li va oferir sense una audició. El personatge de DI Alec Hardy va ser el tercer i se li va oferir el paper a David Tennant sense una audició.
La resta de personatges van ser assignats a través d'audicions, el procés del qual va durar unes quantes setmanes. Tot i que Chibnall ja havia determinat qui seria l'assassí en el moment de començar el procés d'audicions, aquesta informació no es revelava als actors. Els paper de Mark Latimer (pare del nen assassinat) i Karen White (la reportera del diari nacional que va a Broadchurch per desafiar el DI Hardy) van ser els següents a ser assignats a Andrew Buchan i Vicky McClure. El paper de Beth Latimer a ser donat a Jodie Whittaker a continuació.

### Recepció, crítica iratings
La primera temporada de Broadchurch es va estrenar el 4 de març del 2013 a les 9 de la nit a ITV. Va ser aclamada internacionalment i Radio Times la va anomenar millor sèrie televisiva del 2013. El primer episodi va ser vist per una mitjana de 9,1 milions d'espectadors (un 31% del share). Va ser la millor estrena d'episodi d'un nou drama d'entre-setmana al Regne Unit des del debut de Whitechapel d'ITV al 2009. De mitjana, Broadchurch atreia 7,1 milions d'espectadors en directe cada setmana al llarg de tota la primera temporada. Va ser la sèrie dramàtica d'entre-setmana millor valorada d'ITV des del 2004. L'últim episodi el van veure una mitjana de 8,4 milions d'espectadors (un 33% del share).
Tot i això, la sèrie no va ser un èxit a tots els països on s'emetia. Quan es va estrenar a BBC America als Estats Units, les audiències no van ser bones i el consum americà a pàgines de streaming com iTunes o Amazon tampoc va ser notable.

### Premis
Broadchurch va ser nominada a set premis BAFTA. Olivia Colman va guanyar per Millor Actriu, David Bradley va guanyar Millor Actor Secundari i el programa va ser nomenat Millor Sèrie Dramàtica. La sèrie també competia per BAFTA Audience Award, però va acabar perdent davant de “The Day of the Doctor” (Doctor Who), el qual també estava protagonitzat per David Tennant. Als BAFTA Craft Awards, Ólafur Arnalds va guanyar Millor Música Original Televisiva, mentre que James Strong va ser nominat a Millor Director de Ficció per “Episode 1”. També estaven nominats Mike Jones per Millor Edició de Ficció per “Episode 8”, Catrin Meredydd per Millor Disseny de Producció i Chris Chibnall per Millor Guió Dramàtic.
Broadchurch també va ser nominada i va guanyar altres premis, com per exemple els Freesat Awards, TV Choice Awards, Natonal TV Awards, Broadcast Awards, Broadcasting Press Guild Television and Radio Awards i Royal television Society Awards. També va guanyar un Peabody Award per la seva contribució a l'excel·lència a la qualitat de la televisió.

## Temporada 2
Quan es va acabar la primera temporada, ITV va anunciar que Broadchurch retornaria per una segona temporada. Chris Chibnall va dir a The Daily Mirror a l'estiu del 2013 que “el focus de la següent temporada seria en com la comunitat destrossada es reconstrueix a si mateixa després dels fets horrorosos” de la primera temporada.

### Casting
David Tennannt, Olivia Colman, Andrew Buchan, Arthur Darvill, Jodie Whittaker, Charlotte Beaumont, Joe Sims, Carolyn Pickles, Jonathan Bailey, Pauline Quirke, Tanya Franks, Simone McAullay i Adam Wilson van tornar per la segona temporada. Ni Tennant ni Colman estaven contractualment obligats a tornar. Chibnall va dir que sense ells “no ho hauríem fet. Per sort, van voler tornar”. Nous actors es van unir al repartiment, incloent Marianne Jean-Baptiste, James D'Arcy, Eve Myles, Charlotte Rampling, Meera Syal i Phoebe Waller-Bridge.

### Ratings
El primer episodi va acumular 7,3 milions d'espectadors de mitjana (un 30,1% del share). Va ser el segon programa més vist del vespre, seguint Coronation Street. L'estrena de la segona temporada va tenir 800.000 espectadors més que l'estrena de la primera temporada.
Però, a partir d'aquí, els ratings van baixar significativament. El segon episodi va baixar a 6,11 milions d'espectadors (un 22,4% del share) però, tot i això, va aconseguir ser número u a la seva franja horària. Pel tercer episodi van baixar més, a 5,2 milions d'espectadors, el rating més baix de tots els episodis de la sèrie.

## Temporada 3
L'1 de desembre del 2014 es va anunciar que ITV havia encarregat una tercera temporada de Broadchurch, però ITV ho va negar.
El 23 de febrer del 2015, després que s'acabés l'episodi final de la segona temporada, ITV va confirmar que Broadchurch, igual que Colman i Tennant, tornarien per una tercera entrega de la sèrie, posant les paraules “Broadchurch tornarà” al final dels crèdits.
El 12 d'abril del 2016, ITV va anunciar oficialment el càsting per a la tercera temporada i l'última de la sèrie, amb Jodie Whittaker, Andrew Buchan, Arthur Darvill, Carolyn Pickles i Adam Wilson retornant. El rodatge va començar el maig del 2016 i es va començar a emetre el 27 de febrer del 2017. En aquesta entrega, Hardy i Miller investiguen un assalt sexual. El creador Chris Chibnall va dir: “Tenim una última història per explicar, amb cares conegudes i nous personatges. Espero que sigui un adéu emocional i satisfactori per un món i un programa que significa molt per mi”.

## Adaptacions
A principis del 2014, la Fox als Estats Units va anunciar que havia adquirit els drets de Broadchurch i que produiria la seva versió de la sèrie, que s'anomenaria Gracepoint. Aquesta adaptació també era protagonitzada per David Tennant, va ser creada i escrita per Chris Chibnall i va ser dirigida per James Strong. Fox va dir que Gracepoint no tindria el mateix final que Broadchurch. Gracepoint es va començar a emetre el 2 d'octubre del 2014, però després d'uns ratings molt baixos, no es va encarregar una segona temporada.
El canal francès France 2, en el qual es va emetre Broadchurch el febrer del 2014, també va anunciar que en faria una adaptació. La sèrie francesa, produïda associadament amb Shine France, es va titular Malterra i va ser dirigida per Jean-Xavier de Lestrade.